# Khashkala
Khashkala (em persa: خشكلا, também romanizada como Khashkalā; também conhecida como Khoshk Kolā) é uma aldeia do distrito rural de Langarud, no condado de Abbasabad, da província de Mazandaran, Irã.
No censo de 2006, sua população era de 204 habitantes, em 56 famílias.